# Król Alfred (Fitchett)

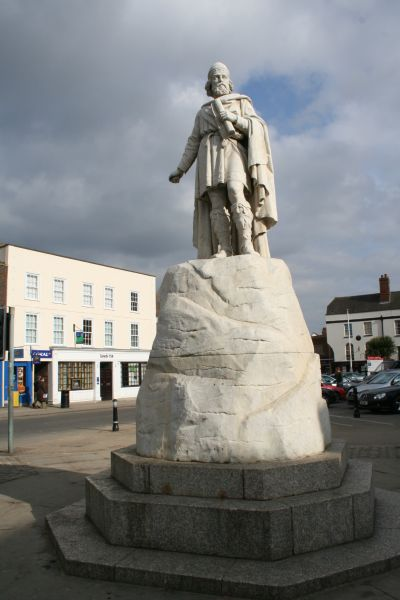
Pomnik króla Alfreda, fot. Bill Nichols

Król Alfred (ang. King Alfred) – epos angielskiego poety romantycznego Johna Fitchetta (1776–1838), będący prawdopodobnie najdłuższym dziełem wierszowanym w literaturze anglojęzycznej. Utwór opublikowano po raz pierwszy w 1841 roku.

## Charakterystyka ogólna
Epos składa się z 48 ksiąg, zajmujących około trzech tysięcy stron druku i liczy mniej więcej 131 300 wersów, co daje mu pierwsze miejsce w kategorii najdłuższych brytyjskich eposów i jedno z pierwszych miejsc na liście największych dzieł wierszowanych świata, za indyjską Mahabharatą.
Dzieło jest pięć razy dłuższe od Upadku Niniwy Edwina Atherstone'a, trzynaście razy dłuższe od Pana Tadeusza Adama Mickiewicza i ponad czterdzieści razy dłuższe od Beowulfa, autentycznego eposu z epoki króla Alfreda. Ukazywało się ono począwszy od 1808 roku. Na studia historyczne i pisanie poematu autor poświęcił czterdzieści lat.

## Forma
Epos został napisany blank verse'em, czyli nierymowanym pentametrem jambicznym, stosowanym w funkcji tworzywa obszernych dzieł epickich między innymi przez Johna Miltona. 
Poniższy cytat pokazuje rodzaj wiersza zastosowanego w eposie:
„Alfred, whose battles and successive toils
Freed form the conquest of the Danish foe
His ravaged country, claims the grateful Muse.
He many turns of varying fortune knew
On earth, on ocean: him the infernal powers
Ceaseless opposed, yet vainly, for the chief,
By valour as by counsel, Heaven his friend
Wrought England's peace, and plann'd her future weal.”

## Treść
Epos Fitchetta opowiada historię życia króla Alfreda Wielkiego (848 lub 849–899), a w szczególności dzieje jego zwycięskich wojen ze stale zagrażającymi Anglii Duńczykami. Poemat miał być w zamierzeniu autora epopeją narodową Brytyjczyków, ukazując ich odwagę i nieustępliwość w walce o obronę niepodległości. Dzieło jest wzorowane na eposach Homera i Wergiliusza, czego przejawem jest między innymi przytoczona inwokacja do muzy i typowe dla dawnej epiki przenikanie się świata realnego i nadprzyrodzonego. Autor nie doprowadził utworu do końca. Dokończył je jego przyjaciel i wydawca – Robert Roscoe.

## Odbiór dzieła
Współcześnie Król Alfred uchodzi za literackie kuriozum. Niewielu czytelników przebrnęło choćby przez jedną jego księgę. Historyk Simon Keynes określa epos słowami „the most unreadable” („najbardziej nie do czytania”). Długość utworu była przedmiotem krytyki już w czasach jego powstania.
Brak informacji o jakimkolwiek tłumaczeniu fragmentów eposu na język polski.